# Barranc de la Carbonera (Montsià)
El barranc de la Carbonera és un barranc del Montsià, que neix a la Serra del Montsià i desemboca a la Séquia Mare.